# Dübendorf
Dübendorf je město v kantonu Curych ve Švýcarsku. Nachází se v blízkosti největšího švýcarského města, Curychu, do jehož aglomerace také patří. Žije zde  obyvatel.

## Geografie
Město Dübendorf leží v nadmořské výšce 440 metrů a je součástí metropolitního regionu Curychu. Leží na řece Glatt, osm kilometrů východně od centra Curychu, které je od Glattalu odděleno pohořím Adlisberg. Průsmyk mezi těmito dvěma dolinami je v nadmořské výšce 606 m.
Dübendorf sousedí na západě s městem Curych, na severu s Wallisellenem a Dietlikonem, na severovýchodě s obcí Wangen-Brüttisellen a na jihovýchodě s Volketswilem, Schwerzenbachem a Fällandenem.

## Historie

Letecký pohled (1923)

U Dübendorfu byly objeveny stopy po neolitickém osídlení, u Gfennu hroby z doby bronzové a ve Wilu a Gfennu nálezy z doby římské. V 7. a 8. století patřila většina pozemků v Dübendorfu klášteru Reichenau. Název Tuobilindorf se poprvé objevuje v roce 946. Kolem roku 1250 přešlo léno Reichenau na pány z Dübendorfu, kteří jej spravovali ze svého tehdy postaveného hradu Dübelstein. Tito rytířští šlechtici ve službách hrabat z Rapperswilu, zmiňovaných v roce 1130, se od roku 1259 nazývali podle hradu Dübelstein. Vymřeli po roce 1314. V roce 1487 přešel hrad a právní moc nad Dübendorfem na Hanse Waldmanna, který získal také dolní dvůr nad Riedenem a Dietlikonem. Po jeho pádu v roce 1489 spojil Curych tyto tři vesnice do horního panství , které bylo v roce 1615 spojeno s panstvím Schwamendingen. Z farnosti Dübendorf patřila do horní části panství pouze část západně od Glattu; Hermikon byl v panství Kyburg, Gfenn v panství Greifensee. Vrchnostenský soud nad Dübendorfem přešel v roce 1424 spolu s panstvím Kyburg na Curych.

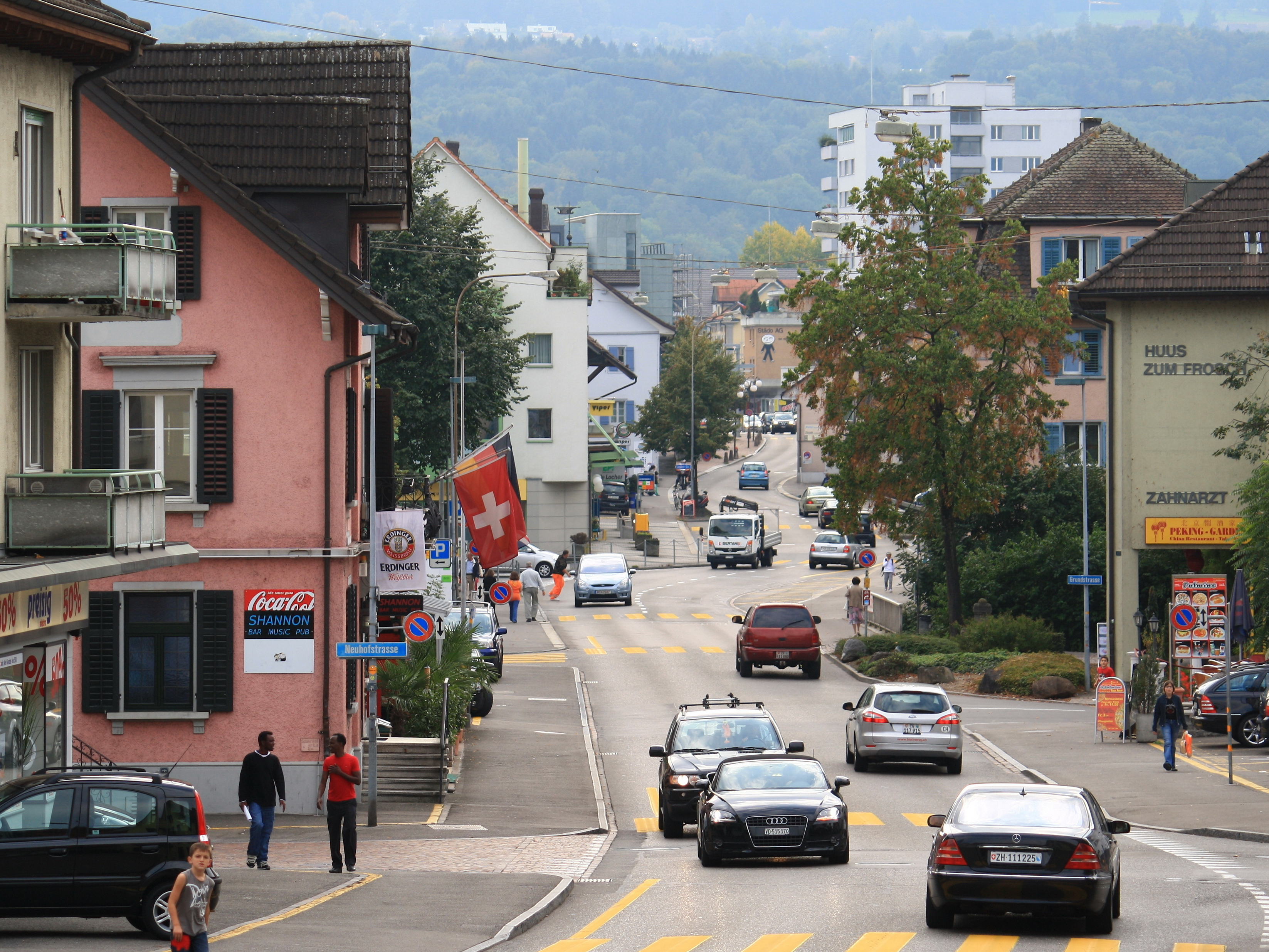
Centrum města

Navzdory rané sídelní kultuře zůstala obec po staletí chudou zemědělskou vesnicí. Její obyvatelé se museli potýkat s prudkým nárůstem počtu obyvatel v 17. a 18. století, s rozdrobením své půdy a s velmi nejistými podmínkami bydlení. Zejména během koaličních válek obyvatelé velmi trpěli obsazením vesnice Francouzi, což vedlo k nucenému rozčleňování a válečným konfliktům.
V roce 1798 byla v rámci farnosti vytvořena obec Dübendorf, přičemž území západně od řeky Glatt bylo přiřazeno k okresu Regensdorf a zbytek k okresu Bassersdorf. Po roce 1803 patřily všechny obce kromě Gfennu (okres Uster) k okresu Bülach. V roce 1814 byla celá obec připojena ke správnímu okrsku Greifensee a v roce 1831 k okresu Uster. V 19. století se ze starých vesnických korporací vyvinuly občanské korporace Dübendorf (s Gockhausenem), Gfenn a Hermikon, zatímco zemědělské osady Stettbach, Kämmaten, Geeren a Dübelstein se spojily v občanskou korporaci Berg. Tyto čtyři občanské korporace byly v roce 1921 (Berg), resp. 1926 zrušeny a sloučeny do politické obce Dübendorf.
V raném novověku se Dübendorf nacházel na trase z Curychu přes Fluntern na do oblasti Curyšské vysočiny, která byla v roce 1786 nahrazena silnicí přes Schwamendingen a Dübendorf do Usteru. Na mapě Dübendorfu z roku 1681 jsou vyznačeny tři samostatné čtvrti: Wil s kostelem a farou, horní a dolní vesnice, každá s křižovatkou Glatt a obchodní centrum s mlýnem. Dvě třetiny obdělávané půdy tvořila orná půda, rozsáhlé mokřiny východně od Glattu se využívaly k pastvě, stelivu a v 18. a 19. století k těžbě rašeliny. Pro hospodářský rozvoj mělo mimořádný význam otevření železniční trati Curych–Uster v roce 1856 a korekce toku řeky Glatt v letech 1850–1895; pravidelně se rozlévající Glatt byl v letech 1878–1895 mezi Greifensee a Dübendorfem kanalizován a v letech 1910–1939 byly bažiny odvodněny.

## Obyvatelstvo
| Vývoj počtu obyvatel | Vývoj počtu obyvatel | Vývoj počtu obyvatel | Vývoj počtu obyvatel | Vývoj počtu obyvatel | Vývoj počtu obyvatel | Vývoj počtu obyvatel | Vývoj počtu obyvatel | Vývoj počtu obyvatel | Vývoj počtu obyvatel | Vývoj počtu obyvatel | Vývoj počtu obyvatel | Vývoj počtu obyvatel | Vývoj počtu obyvatel | Vývoj počtu obyvatel |
| -------------------- | -------------------- | -------------------- | -------------------- | -------------------- | -------------------- | -------------------- | -------------------- | -------------------- | -------------------- | -------------------- | -------------------- | -------------------- | -------------------- | -------------------- |
| Rok                  | 1467                 | 1634                 | 1850                 | 1900                 | 1950                 | 1970                 | 1980                 | 1990                 | 2000                 | 2005                 | 2010                 | 2015                 | 2020                 | 2022                 |
| Počet obyvatel       | 225                  | 553                  | 2018                 | 2544                 | 6750                 | 19 639               | 20 683               | 21 106               | 22 216               | 22 707               | 24 882               | 26 587               | 29 685               | 30 723               |

Podíl cizinců (obyvatel s trvalým pobytem bez švýcarského občanství) činil v roce 2024 37,5 % (12 185 osob).

### Náboženství
Navzdory tomu, že se Dübendorf nachází v převážně reformovaném kantonu Curych (24,5 % oproti 22,9 % římskokatolického obyvatelstva), je římskokatolické obyvatelstvo ve Dübendorf početnější než protestantsky reformované, což souvisí s vysokým podílem cizinců. V roce 2022 se k evangelické reformované církvi hlásilo 18,9 % obyvatel, k římskokatolické 25,0 % a 43,9 % obyvatel mělo jinou nebo žádnou konfesní příslušnost.

## Hospodářství

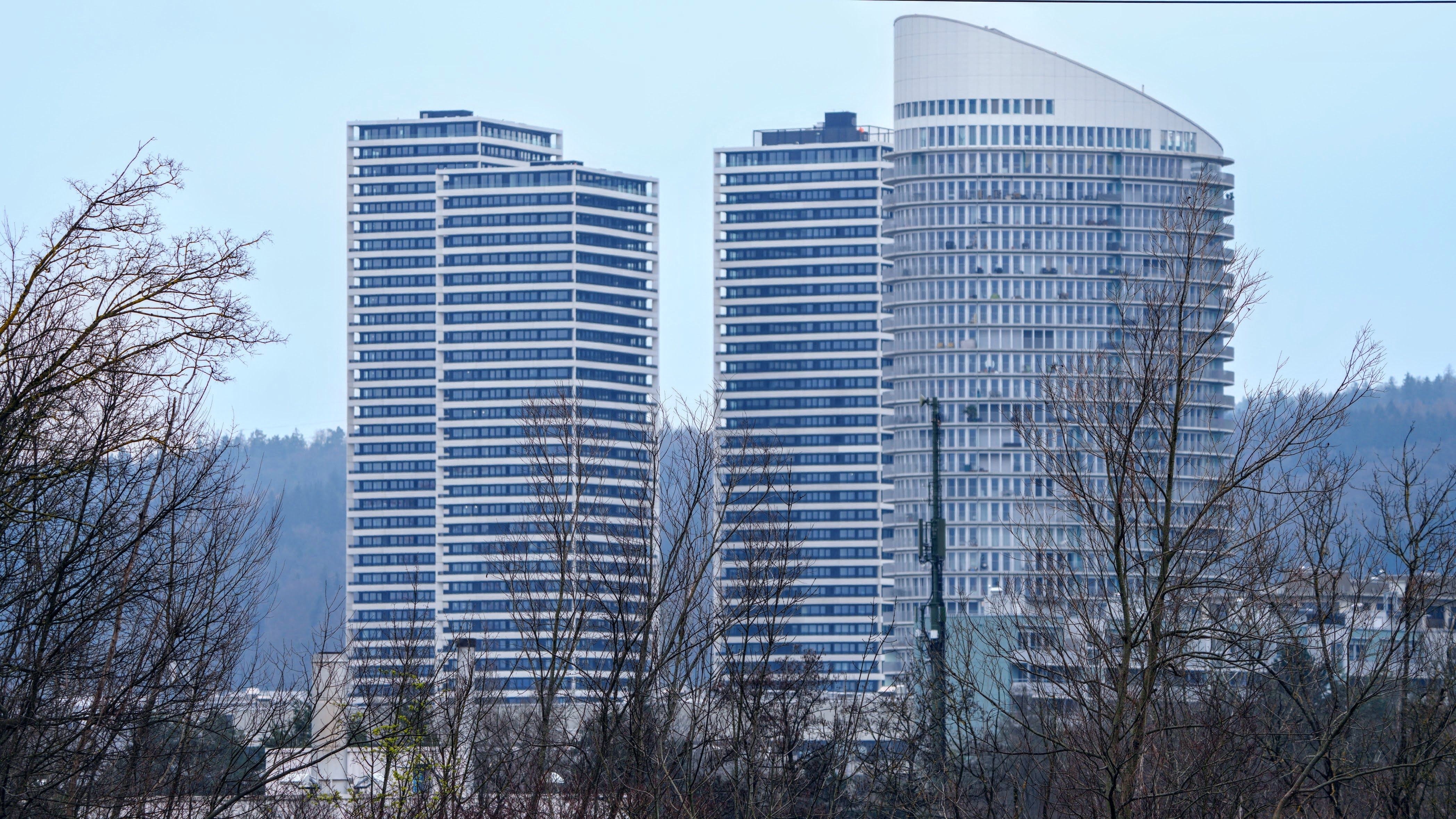
Výškové budovy ve města

V Dübendorfu sídlí dva národní výzkumné ústavy EMPA a Eawag. Nachází se zde také vojenské letiště Dübendorf, které je zároveň základnou Rega a domovskou základnou společnosti Ju-Air a od roku 2008 je sídlem centra letecké navigace Skyguide.
Mezi významné společnosti se sídlem v Dübendorfu patří zdravotní pojišťovna Helsana, výrobce hodinek Mobatime, Minimax AG, SV Group a humanitární organizace World Vision Switzerland.

## Doprava

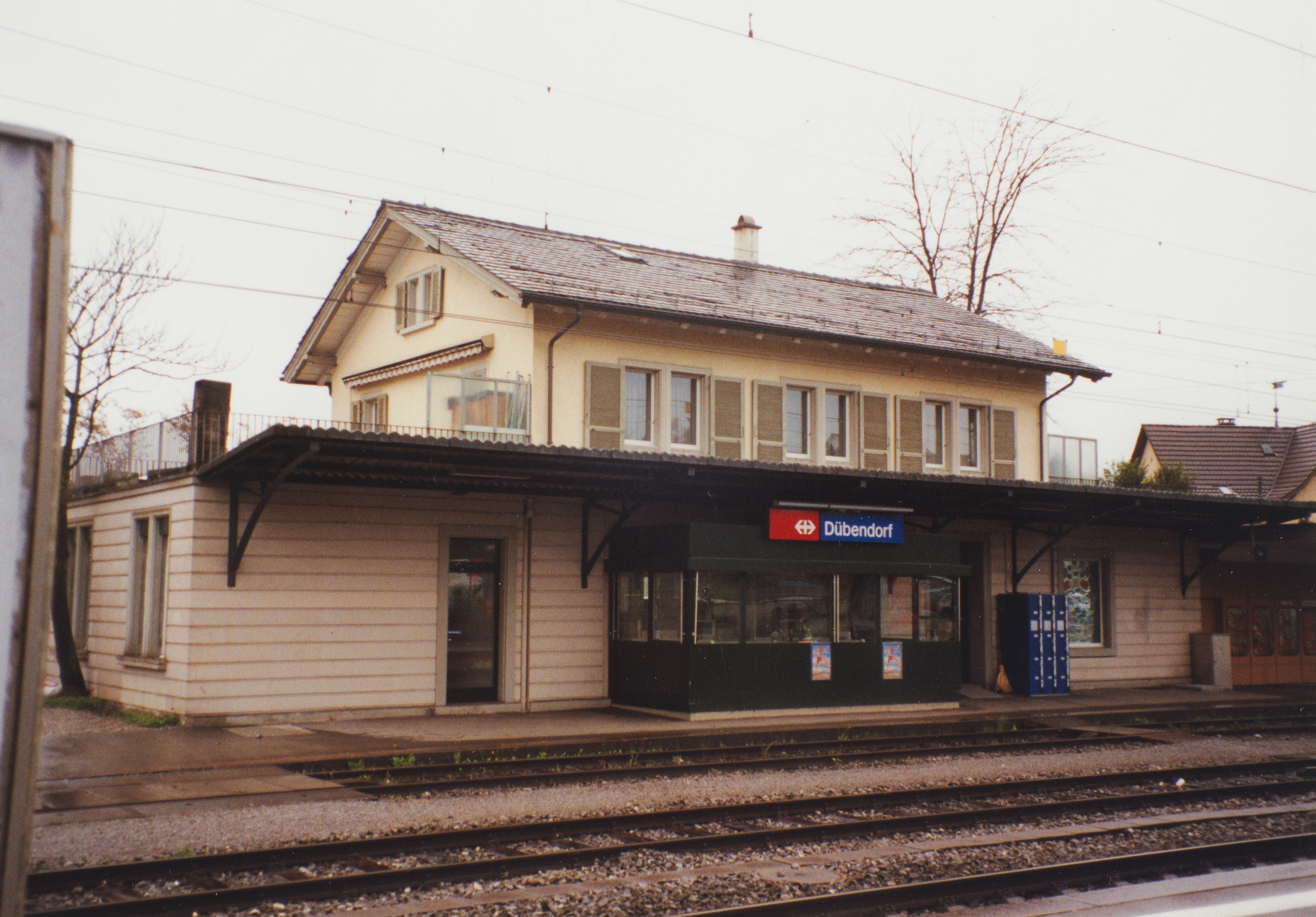
Železniční stanice Dübendorf

Ze severozápadní hranice obce, ze zastávky S-Bahn Stettbach, se do centra Curychu lze dostat za přibližně 8 minut. Ze stanice Dübendorf to trvá 12 minut, resp. 13 minut při jízdě přes Oerlikon, severní část Curychu. Osobním automobilem trvá cesta 15–20 minut.
Původní silniční plán počítal s uzavřeným dálničním okruhem kolem Dübendorfu. Když byla postavena zástavba Arkadenweg, byla realizována persifláž těchto silničních plánů dálniční euforie vytvořením kusu „parku“, který představuje zrušenou silnici. Současná státní silnice N1 vede několik metrů severně od hranice obce, zatímco dálnice A15, která se odklání na jih, vede necelých 500 metrů od hranice na území obce Wangen-Brüttisellen.